# St. Peter und Paul (Kairo)

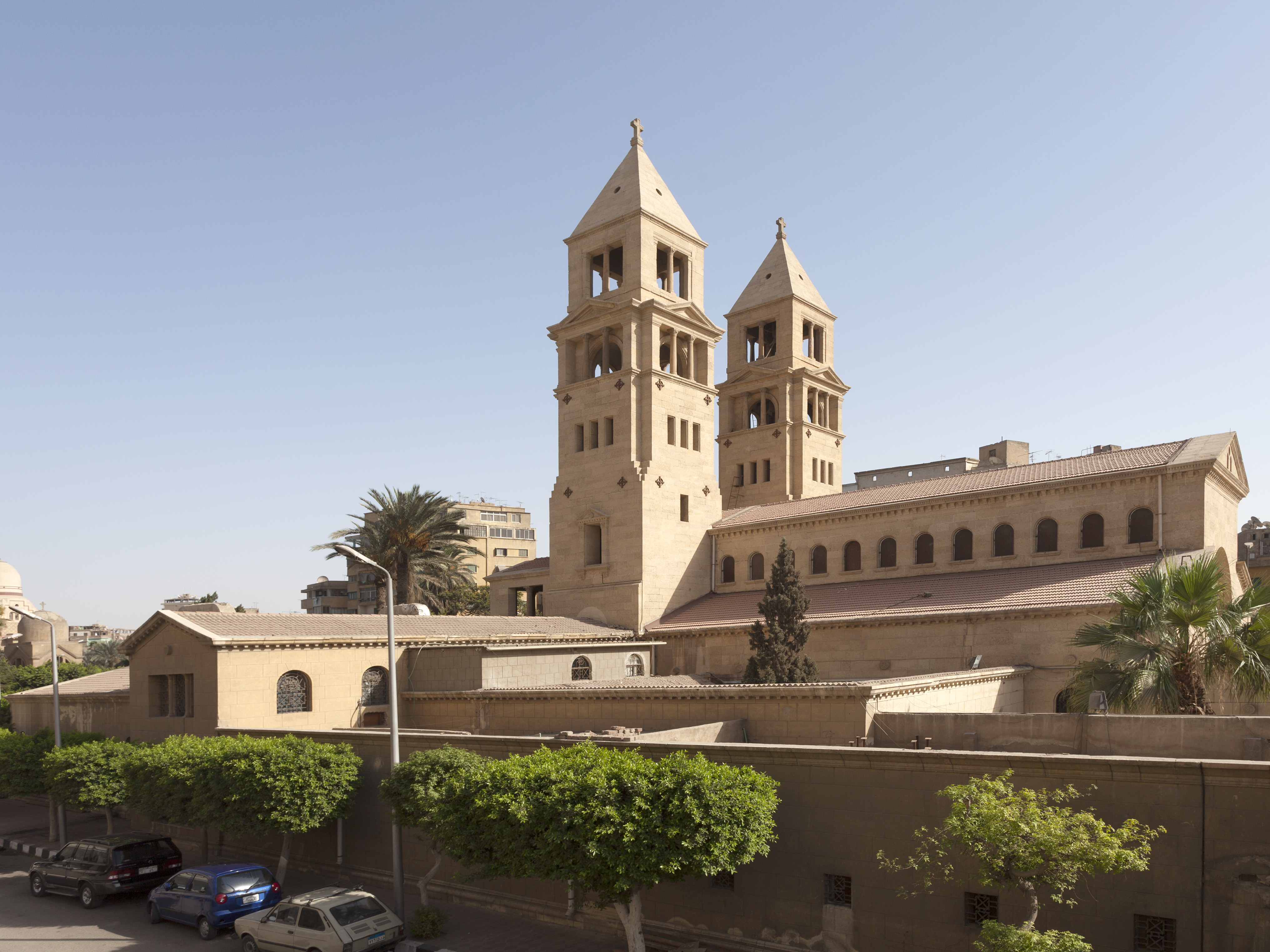
St. Peter und Paul (2010)

St. Peter und Paul (arabisch كنيسة الرسولين بطرس وبولس, DMG Kanīsat ar-Rasūlaini Buṭrus wa-Baulus ‚Kirche der beiden Apostel Peter und Paul‘), meist kurz al-Butrusiyya (arabisch الكنيسة البطرسية, DMG al-Kanīsa al-Buṭrusiyya) genannt, ist ein koptisch-orthodoxes Kirchengebäude im Stadtteil al-Abbasiyya der ägyptischen Hauptstadt Kairo.

## Geschichte

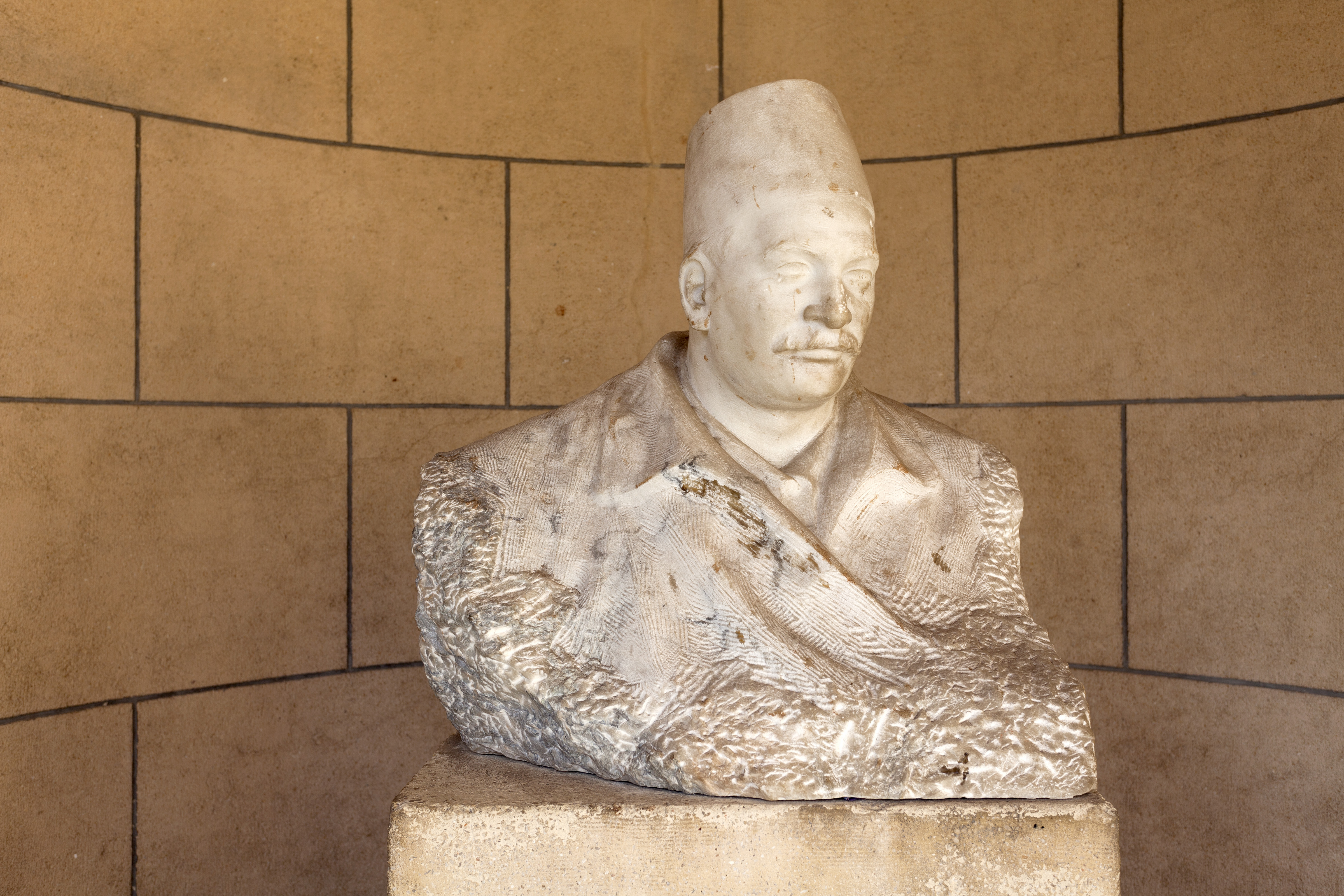
Büste von Boutros Ghali im Kirchhof

Erbauer der Kirche war die Familie des 1910 verstorbenen ägyptischen Ministerpräsidenten Boutros Ghali, über dessen Grab sie errichtet ist. Die ab 1911 im Stil einer romanischen Basilika errichtete Kirche wurde am 21. Februar 1912 geweiht. Als Architekt der dreischiffigen Basilika zeichnete Antonio Lasciac (1856–1946) verantwortlich. Auch Boutros Ghalis Enkel, der Generalsekretär der Vereinten Nationen Boutros Boutros-Ghali (1922–2016), ist hier bestattet.
Am 11. Dezember 2016 wurde auf die Kirche ein Sprengstoffanschlag verübt, durch den 28 Menschen starben.
Als Urheber des Anschlags bekannte sich die islamistische Miliz „Islamischer Staat“. Der 16. Dezember gilt als Geburtstag des islamischen Propheten Mohammed; an diesem Tag feiern Muslime Maulid an-Nabī.

## Aufbau der Kirche
Das 28 Meter hohe und 17 Meter breite Gebäude grenzt an die Markuskathedrale, den Sitz des Patriarchen der koptisch-orthodoxen Kirche. Die Kirche ist im Stil einer altchristlichen Basilika mit vorgelagertem Atrium erbaut und besteht aus dem Kirchengebäude und zwei im Westen vorgelagerten Höfen. Im Osthof befindet sich in einer Nische eine Büste des Boutros Ghali.
Die aus verputztem Stein errichtete Kirche besteht aus einem Hauptschiff, zwei Seitenschiffen, dem Altarraum, einer Taufkapelle und zwei Allerheiligsten. Neben dem zentralen Allerheiligsten befindet sich im linken Seitenschiff das der hl. Jungfrau. Eine Treppe am Ende des Mittelschiffs führt in die Krypta mit dem Granitsarg von Boutros Ghali und mit den Gräbern seines Sohnes Nagib Ghali Pascha und dessen Witwe. Auf der linken Seite des Kirchenschiffs befindet sich der Ambon (Kanzel) aus Marmor.

## Darstellungen in der Kirche

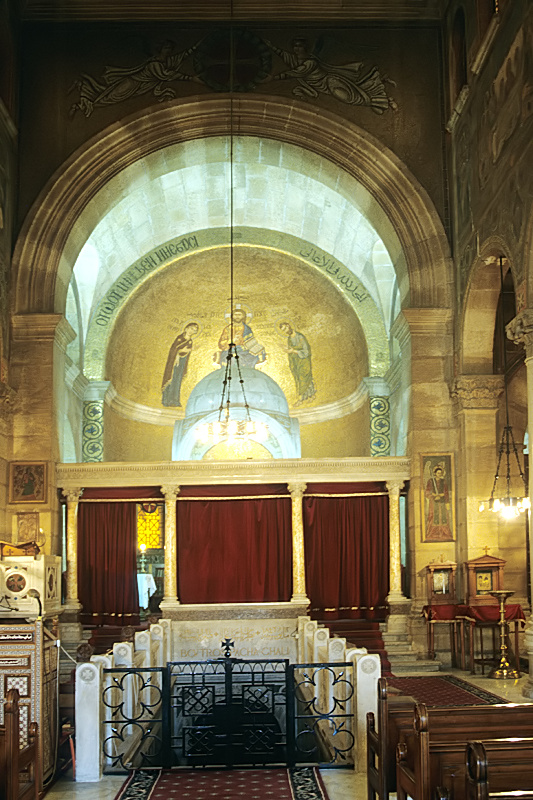
Blick zum Altar (2001)

Das Mosaik über der mittleren Apsis, von der Mosaikfirma Angelo Orsoni aus Venedig ausgeführt, zeigt in den Formen einer Deësis-Darstellung mit Christus als Pantokrator in der Mitte, die Gottesmutter Maria zu seiner Linken und den Evangelisten Markus zu seiner Rechten.
Über den Bögen, die die Seitenschiffe vom Hauptschiff trennen, befinden sich Wandgemälde, die von dem römischen Maler Primo Panciroli (1875–1946) ausgeführt wurden. Sie zeigen auf der rechten Seite den hl. Matthäus, die Verkündigung, die Geburt Christi, die Flucht der hl. Familie nach Ägypten, die Vermehrung von Brot und Fisch, den Einzug nach Jerusalem sowie den hl. Lukas. Zur linken erkennt man den hl. Markus, das letzte Abendmahl, die Kreuzigung Christi, seine Auferstehung und Himmelfahrt, das Herabkommen des hl. Geistes und den hl. Johannes.
Die Wände der beiden Seitenschiffe tragen weitere Wandgemälde in je zwei Reihen. Sie zeigen Szenen aus dem Leben Christi, Heilige und Kirchenväter.